# Negeri Sakti (Cempaka)
Negeri Sakti is een bestuurslaag in het regentschap Ogan Komering Ulu van de provincie Zuid-Sumatra, Indonesië. Negeri Sakti telt 307 inwoners (volkstelling 2010).